# Hans de Koning
Hans de Koning (Rotterdam, 5 april 1960) is een Nederlands voetbaltrainer en voormalig voetballer. Hij speelde als doelverdediger voor AZ '67 en FC Twente en was in het betaald voetbal werkzaam als hoofdcoach van achtereenvolgens AZ '67, Fortuna Sittard, FC Dordrecht, TOP Oss, AGOVV, Helmond Sport, FC Volendam, Go Ahead Eagles, RKC Waalwijk, opnieuw FC Volendam en laatstelijk als hoofdtrainer van VVV-Venlo.

## Carrière
De Koning groeide op in Rotterdam en speelde voor de amateurclubs RVV Blijdorp en HOV. Hij kon kiezen uit aanbiedingen van Sparta, Feyenoord en AZ'67 en vertrok op zijn 18e naar de laatste club, waar hij tot 1988 voor zou uitkomen. Aanvankelijk was hij reservekeeper achter Rizah Meskovic en Eddy Treijtel, maar in de loop van het seizoen 1984/1985 werd hij de eerste doelman. In 1981 was De Koning met de Alkmaarders kampioen van Nederland geworden. Hij maakte zijn debuut in het betaalde voetbal op 21 april 1979 in een wedstrijd tussen AZ en PEC Zwolle (4-0), toen hij na 51 minuten inviel voor Gerrit Vooys.
In 1988 tekende hij een contract bij FC Twente, waar voormalig Jong AZ-trainer Theo Vonk op dat moment de coach was. Met Twente eindigde De Koning in zijn eerste twee seizoenen op de derde plaats in de Eredivisie. Hij werd aanvoerder van de Tukkers en zou uiteindelijk vijf seizoenen in Enschede blijven. In de aanloop naar zijn zesde seizoen kwam abrupt een einde aan zijn carrière toen hij op 29 juli 1993 in een vriendschappelijke wedstrijd tegen FC Barcelona zijn bekken brak. De wedstrijd was de afscheidswedstrijd van Fred Rutten als actief speler.
De Koning was op dat moment al actief als keeperstrainer van Twente. Hij trainde onder andere zijn opvolger bij Twente Sander Boschker en Sander Westerveld. Na een periode als keepers-, assistent- en ook interim-trainer bij AZ, werd De Koning in 2000 hoofdtrainer van Fortuna Sittard. Later was hij enkele maanden coach van FC Dordrecht. Hij werd in 2005 trainer van TOP Oss, waarmee hij in zijn eerste twee seizoenen elfde en zeventiende werd in de Eerste divisie. De Koning tekende in maart 2008 voor drie seizoenen bij in Oss. In het seizoen 2009/10 degradeerde hij met FC Oss naar de Topklasse. Daarna werd De Koning trainer bij AGOVV Apeldoorn. Gaandeweg het seizoen 2010/11 kon men het niet eens worden over contractverlenging, waarna werd besloten om na het seizoen uit elkaar te gaan.
Na een succesvol seizoen bij Helmond Sport, waarin de Brabantse club als vierde eindigde in de Eerste divisie en in de finale van de play-offs tegen VVV-Venlo strandde, stapte hij over naar FC Volendam als opvolger van de ontslagen Gert Kruys. In zijn eerste seizoen kwam Volendam één punt tekort voor het kampioenschap en ook in de twee daaropvolgende seizoenen slaagde hij er niet in Het andere Oranje naar de Eredivisie te loodsen. Na drie jaar besloot de club niet verder te gaan met Hans de Koning.
Op 22 februari 2016 stelde het bestuur van Go Ahead Eagles hem aan als trainer-coach. De Koning volgde de ontslagen Dennis Demmers op. In het eerste duel onder zijn leiding, op zondag 28 februari, verloor Go Ahead met 3-1 bij koploper Sparta Rotterdam. De Koning wist met Go Ahead de nacompetitie te behalen. Op zondag 22 mei 2016 promoveerde De Koning met Go Ahead Eagles vanuit de Eerste divisie naar de Eredivisie. Op de 4-1 zege op eigen veld tegen De Graafschap volgde een 1-1 gelijkspel in Doetinchem. De Koning werd op 22 maart 2017 ontslagen, drie dagen na de nederlaag op eigen veld tegen aartsrivaal PEC Zwolle (1-3). Op dat moment stond Go Ahead Eagles op de laatste plaats in de Eredivisie. Het was voor het eerst in zijn trainerscarrière dat De Koning zijn contract niet uitdiende.
Op 8 januari 2018 werd hij aangesteld als hoofdtrainer van RKC Waalwijk. Zijn contract, dat tot het einde van het seizoen liep, werd niet verlengd.
Voor het seizoen 2018/19 is Hans de Koning aangesteld als trainer bij Z.A.P., een amateurclub uit Breezand. Hiermee loste hij een oude belofte uit 2005 in, toen hij plots bij TOP Oss als trainer aan de slag ging. Bij Z.A.P. is Mark de Vries zijn assistent. Op 1 oktober 2018 werd hij voor de rest van het seizoen 2018/19 tevens aangesteld als interim-hoofdtrainer bij FC Volendam.
Op 19 december 2019 maakte VVV-Venlo bekend dat Hans de Koning was aangesteld als hoofdtrainer vanaf 1 januari 2020. Hiermee volgde hij de eerder in het seizoen ontslagen Robert Maaskant op. De Koning nam weer afscheid van Z.A.P. en tekende in Venlo een contract tot het einde van het seizoen met een optie voor nog een jaar. Onder zijn leiding bleef VVV in de eerste zeven wedstrijden na de winterstop ongeslagen en klom de club op naar de veilige 13e plaats op de ranglijst. VVV maakte op 27 april 2020, door de club ludiek omgedoopt tot Hans de Koningsdag, bekend een contractverlenging van een seizoen te zijn overeengekomen. Op 23 februari 2021 kondigde De Koning zijn vertrek uit Venlo aan na afloop van het seizoen 2020/21. Drie weken later werd De Koning ontslagen na de zevende competitienederlaag op rij, waardoor de Venlose eredivisionist in degradatiegevaar was geraakt.
In het seizoen 2022/23 werd De Koning aangesteld als hoofdtrainer van de amateurclub Schagen United in Schagen.

## Clubstatistieken
| Seizoen | Club      | Land      | Competitie | Duels | Goals |
| ------- | --------- | --------- | ---------- | ----- | ----- |
| 1978/79 | AZ '67    | Nederland | Eredivisie | 5     | 0     |
| 1979/80 | AZ '67    | Nederland | Eredivisie | 1     | 0     |
| 1980/81 | AZ '67    | Nederland | Eredivisie | 3     | 0     |
| 1981/82 | AZ '67    | Nederland | Eredivisie | 4     | 0     |
| 1982/83 | AZ '67    | Nederland | Eredivisie | 5     | 0     |
| 1983/84 | AZ '67    | Nederland | Eredivisie | 8     | 0     |
| 1984/84 | AZ '67    | Nederland | Eredivisie | 19    | 0     |
| 1985/86 | AZ '67    | Nederland | Eredivisie | 34    | 0     |
| 1986/87 | AZ        | Nederland | Eredivisie | 34    | 0     |
| 1987/88 | AZ        | Nederland | Eredivisie | 34    | 0     |
| 1988/89 | FC Twente | Nederland | Eredivisie | 34    | 0     |
| 1989/90 | FC Twente | Nederland | Eredivisie | 33    | 0     |
| 1990/91 | FC Twente | Nederland | Eredivisie | 34    | 0     |
| 1991/92 | FC Twente | Nederland | Eredivisie | 11    | 0     |
| 1992/93 | FC Twente | Nederland | Eredivisie | 26    | 0     |
| Totaal  | Totaal    | Totaal    | Totaal     | 285   | 0     |

## Erelijst
AZ'67
- Eredivisie: 1980/81
- KNVB Beker: 1977/78, 1980/81, 1981/82